# Египатска декортивна уметност
Египатска декоративна уметност је повезана са религијом, веровањем у загробни живот и слављење владара. За разлику од осталих, египатску уметност карактерише стилска трајност, јер је египатска уметност успела да задржи карактеристике стила готово непромењене. Интересовање за египатску декоративну уметност се појавило за време владавине Луја 16., да би кулминирало после Наполеоновог похода на Египат 1798. год. после чега ће се египатска уметност значајно утицати на француску архитектуру и унутрашњу декорацију.

## Стари Египат
Стари Египат или Древни Египат је назив који се користи за цивилизацију која је настала око 3100. год. п.н.е. у долини реке Нил, на подручју данашње државе Египат.
Она представља једну од најстаријих цивилизација у историји, и умногоме је утицала на развој Античке Грчке, Римског царства и западне цивилизације уопште. Ова цивилизација је трајала све до римских освајања Египта - 30 год. п.н.е.
Врховни владар у Египту је био свештеник и звао се фараон, а историју Египта можемо је поделити на 3 периода - Старо, средње и ново царство. Са географске тачке гледишта стари Египат се делио на две велике области - Доњи и Горњи Египат, и те две области су током историје пролазиле кроз периоде осамостаљивања и поновног уједињавања.

## Сакрална (религиозна) и профана (јавна или световна) архитектура
Долина Нила обилује разноврсним грађевинским каменом - кречњаком, пешчаром, алабастером и гранитом.
Због своје чврстоће и трајности ови материјали су коришћени за изградњу објеката сакралне - световне архитектуре (као што су гробнице и храмови).
Првобитне краљевске гробнице звале су се мастабе. Имале су облик ниске зарубљене пирамиде са правоугаоном основом. Састојала се од три дела - култна просторија (капела), одаја за КА (животну снагу - дух покојника) и погребна одаја која је укопана дубоко под земљом (гробница). Касније се из мастабе развио облик пирамиде.
Најпознатија је Зосерова (степенаста) пирамида, грађена око 2.750 год. пне.
Пирамиде у Гизи су саграђене око 2.585-2.510. год. п.н.е. и налазе се у близини Каира. Фараони Кеопс, Кефрен и Микерин су сахрањени у комплексу пирамида. Пирамиде су грађене од камених блокова, и облагане кречњачким каменом. 
Храмови су грађени од камена и представљали куће за божанство или покојника. Ту су се одвијали верски обреди, а најпознатији храмови се налазе у Карнаку, Луксору, Асуану.

## Градови и живот у Eгипту
Највећи део становништва је живео на селу, јер су се бавили пољопривредом, сточарством и занатским радовима.
Насеља су била смештена близу Нила, али на издигнутим местима због тога што је Нил периодично током године од јуна до септембра плавио већи део долине. 
Поплаве су наносиле обиље плодног муља, и да би се опстало у долини Нила, становништво је морало да изгради иригацони систем (канале за наводњавање, одбрамбене насипе, акумулациона језера). 
Богато становништво је живело у палатама које су грађене ван града, окружене дрвећем, виноградима и базенима.
Такви домови су се налазили близу неког верског центра и у њима су живели племићи, свештеници и трговци. 
Сиромашно становништво је живело у оскудно намештеним и збијеним кућама, у сиротињским четвртима. Куће су прављене од трске, прекривене блатом - или су од непечене опеке (ћерпич) са кровном конструкцијом од палминих стабала. Између кућа су тесне улице, сокаци, због којих је план града подсећао на лавиринт.

## Ентеријер
За египатски ентеријер је карактеристична употреба стубова. У профаној архитектури су они прављени од дрвета, а у сакралној су прављени од камена и изгледали су масивно. 
Стубови су рађени из делова- стабла и капитела (горњи део са украсима који су опонашали облик најзаступљенијих биљака). 
У ентеријеру доминирају простор, вертикале стубова и сликарство. Зидови у унутрашњости храмова су били богато декорисани сликама или плитким бојеним рељефима и натписима.

## Намештај
Захваљујући гробницама фараона пронађени су остаци намештаја. За израду намештаја су користили племените врсте дрвета - абонос, кедар, маслину, нилски багрем (акацију)...
Египћани су познавали технику фурнирања - облагања предмета танким дашчицама финијег дрвета преко мање квалитетног комада дрвета, интарзије (уметање парчића дрвета у разним бојама), инкрустације (уметање скупоценог материјала).
Намештај је украшаван апликацијама слоноваче, злата, сребра и на крају полиран.
Спојеве на намештају су лепили и често осигуравали чеповима од дрвета или кости. 
Такође су правили намештај од плетеног прућа - овалне плетене корпе за чување намирница.
Међу сачуваним намештајем налазе се драгоцени примери намештаја за седење, различитих облика: троношци, ниска седишта са и без наслона за леђа, склопиве столице (које су касније биле популарне и у другим историјским епохама) и цремонијална и престона седишта.
Ноге столица имају облик животињских ногу и шапа, а могу бити и праве. Седални део столице је облаган кожом док је наслон за леђа често осликаван. Кревети су имали клупицу и посебан наслон за главу.
Један од најлепших комада намештаја тог времена је и Тутанкамонов златни престо, који дочарава богатство и моћ фараона. 
Престоно седиште има 4 ослонца у облику животињских ногу са шапама.
На споју руконаслона (који је украшен мотивом крилате кобре) и седалног дела налазе се главе лава.
Наслон је осликан представом фараона који седи на столици, стопала су му на клупици за ноге, једном руком је ослоњен на колено, а другом на наслон столице. Велича се срећан брак јер супружници деле сандале, свако носи по једну. Цела конструкција је обложена златом и делимично сребром, а украшена је бојеним стаклом и драгим камењем. 
Ковчези и шкриње су богато декорисани, и прављени у различитим величинама. Служили су за одлагање одеће, посуђа и драгоцености, па и покојника.
Ковчези за мумије имају облик људског тела, сликани су, резбарени, а понекад израђени од скупоцених материјала.